# Víctor Cock Arango
Víctor Cock Arango (Medellín, 13 de junio de 1891-Ibidem, 1960) fue un abogado y político colombiano, que se desempeñó como Ministro de Obras Públicas de ese país. 

## Biografía
Nació en junio de 1891, en Medellín, capital de Antioquia, hijo del inglés Alfredo Cock Pemberty y de la colombiana Elisa Arango Posada. Realizó sus estudios primarios en Medellín, así como los secundarios, los cuales hizo en el Liceo de la Universidad de Antioquia, esta última institución de donde se graduó de abogado en 1915.
Su carrera en el sector público inició como Magistrado del Tribunal Superior de Medellín, en el cual sirvió desde 1919. Durante el gobierno de Pedro Nel Ospina, fue Ministro Designado de Obras Públicas de Colombia, ejerciendo en tal calidad en múltiples ocasiones la titularidad de aquella cartera. Siguió su carrera política cuando fue electo Senador en 1927, para después ser Representante a la Cámara por Antioquia en 1939.
A principios de la década de 1940 fue nombrado Magistrado de la Corte Suprema de Justicia de Colombia. Fue representante de Colombia en la Segunda Conferencia de Cancilleres de La Habana, en 1940. En los años 1920, junto con Pedro María Carreño, emprendió una disputa contra Alfonso López Pumarejo por el modelo de desarrollo económico usado en Antioquia.
Fue profesor de Derecho en múltiples universidades, entre ellas la del Rosario, la Pontificia Universidad Javeriana y la Universidad Nacional de Colombia. Así mismo, fue decano de las facultades de Derecho de estas dos últimas instituciones. 
Miembro honorario de la Academia Colombiana de Jurisprudencia desde 1949, fue autor de varias obras sobre Derecho; entre ellas: Derecho cambiario colombiano, Curso de derecho internacional privado, La denegación de justicia en el derecho internacional, Código de hidrocarburos (1923) y Curso de legislación de minas y petróleos.